# Ольбрих, Йозеф Мария
Йозеф Мария Ольбрих (нем.  Joseph Maria Olbrich, 22 декабря 1867, Троппау — 8 августа 1908, Дюссельдорф) — австрийский и немецкий архитектор венского модерна школы Отто Вагнера. Автор выставочного здания Венского сецессиона. C 1900 года жил и работал в Германии, в Дармштадте.

## Биография
Иосиф Мария Ольбрих родился в Троппау (немецкое название города Опава в Чешской Силезии). Он был третьим ребенком в семье Эдмунда и Алоизии Ольбрих. У него были две сестры, умершие до его рождения, и младшие братья Иоганн и Эдмунд. Его отец был богатым кондитером и изготовителем воска, а также владел, среди прочего, кирпичным заводом, что с ранних лет пробудило интерес Ольбриха к строительной деятельности.
Ольбрих учился в средней школе в Троппау, бросил её и пошёл в обучение каменщику, затем работал чертёжником у строительного подрядчика. В 1882 году он отправился в Вену, чтобы поступить в архитектурный класс Венской государственной ремесленной школы (Staatsgewerbeschule). Его учителями в 1886—1890 годах были Юлиус Дейнингер и Камилло Зитте. Затем он продолжил обучение в венской Академии изобразительных искусств у Карла фон Хазенауэра. В 1893 году он поступил на работу в архитектурное бюро Отто Вагнера. Большая часть подробных планов и рабочих чертежей станций Венского штадтбана (Wiener Stadtbahn), надземной городской железной дороги, которые 1894—1901 годах проектировал Вагнер, вероятно, была сделана Ольбрихом.
Самая известная работа Ольбриха — Дом сецессиона, выставочный зал объединения художников «Венского сецессиона» (1897—1898). Это необычное здание в центре Вены стало «визитной карточкой» своеобразного искусства венского модерна.
В 1900 году, по инициативе герцога гессенского Эрнста Людвига, покровителя искусств и организатора колонии художников на холме Матильды (нем. Mathildenhöhe — Матильденхёэ) в Дармштадте, Ольбрих переехал в Германию. 4 апреля 1900 года он был удостоен великим герцогом звания профессора и стал гражданином Гессена. В то время Ольбрих был единственным архитектором в группе художников (Петер Беренс вначале работал художником-графиком и только в 1901 году построил собственный дом в Дармштадте). Ольбрих фактически возглавил колонию, выполнив большую часть архитектурных проектов и руководил строительными работами. Он построил два десятка зданий (часть из них погибла во время второй мировой войны).
В 1903 году Ольбрих женился в Висбадене на Клэр Мораве, разведённой жене писателя Кристиана Фердинанда Мораве. Вскоре после рождения дочери Марианны 19 июля 1908 года Ольбрих, которому было всего 40 лет, умер от лейкемии 8 августа в Дюссельдорфе. Через четыре дня он был похоронен в Дармштадте на старом кладбище.

## Творчество
Помимо Сецессиона и зданий Дармштадтской колонии Йозеф Мария Ольбрих работал в Вене (виллы Фридмана и Германа Бара). В Дюссельдорфе он создал здание Универмага Тица (Warenhaus Tietz; 1907—1909). По его проектам построены выставочные здания в Париже (1900), Турине (1902), Сент-Луисе (1904), Дрездене (1906), Мангейме (1907).
Йозеф Ольбрих — главный представитель «школы Вагнера» — помимо архитектурных сооружений проектировал мебель, оборудование интерьеров, керамическую посуду для колонии художников, музыкальные инструменты, такие как рояль «Mand Olbrich». В некоторых работах он использовал декор из стилизованных растительных мотивов, и во всех случаях демонстрировал тонкое чувство материала. В 1906 году Ольбрих создал модель корпуса нового автомобиля фирмы «Opel» в стиле плавно изогнутых линий и ясных, чистых поверхностей, что оказало существенное влияние на формирование европейского дизайна. Его индивидуальный стиль претерпевал эволюцию: от раннего венского модерна к неоклассицизму.
Вклад Ольбриха в организацию и проектирование павильонов выставки 1904 года в Сент-Луисе (Миссури, США) произвел такое впечатление, что он его избрали членом-корреспондентом Американского института архитекторов, вероятно, по инициативе Фрэнка Ллойда Райта. В 1906 году в Германии был спущен на воду двухвинтовой экспресс-почтовый пароход «Кронпринцесса Сесилия» (Kronprinzessin Cecilie). В проектирование интерьеров и оборудования этого трансатлантического лайнера внесли свой вклад Йозеф Мария Ольбрих, Бруно Пауль и Рихард Римершмид.
Статьи о творчестве Ольбриха и колонии художников Дармштадта писал немецкий издатель и публицист Александр Кох (А. Koch) в авторитетных журналах «Декорирование интерьера» (Innendekoration) и «Немецкое искусство и декорирование» (Deutsche Kunst und Dekoration). Многие эскизов Ольбриха для предметов «промышленного искусства» хранятся в библиотеке Музея промышленного искусства в Берлине.
- Выставочный зал Венского сецессиона. 1897—1898
- Дом Эрнста-Людвига в Дармштадте. Портал. 1900—1901
- «Свадебная башня» в Дармштадте. 1900—1901
- Выставочный зал в Дармштадте. 1900—1901
- Глюкертхаус (Счастливый дом) в Дармштадте. 1900—1901
- Здание Универмага Тица в Дюссельдорфе. 1907—1909